# Bahia FM
Bahia FM é uma estação de rádio brasileira sediada em Salvador, capital do estado da Bahia. Opera no dial FM, na frequência 88,7 MHz. Pertence à Rede Bahia, responsável também pela rede de televisão de mesmo nome afiliada à TV Globo e pelas emissoras de rádio GFM e Jovem Pan FM Salvador, e sua programação é popular, mesclando entretenimento e música, tendo como público-alvo pessoas das classes C, D e E, de idades entre 20 e 40 anos. É a terceira estação mais ouvida de Salvador.

## História
A Bahia FM entrou no ar no final de novembro de 2006, em caráter experimental, e foi inaugurada oficialmente em 1 de janeiro de 2007. Inicialmente, havia a expectativa de que a emissora teria uma programação voltada ao segmento jovem, porém a Bahia FM mostrou um maior direcionamento ao gênero popular. No mesmo ano de sua inauguração, chegou ao quinto lugar de audiência em Salvador.

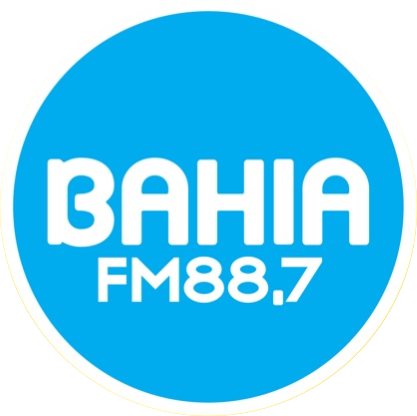
Logotipo utilizado pela emissora entre 2015 e 2025; tipografia foi utilizada desde a inauguração em 2007.

Também em 2007, entre 24 e 27 de janeiro, a Bahia FM transmitiu pela primeira vez o Festival de Verão Salvador. Em 18 de junho de 2007, a emissora estreou seu primeiro programa jornalístico: o Fala Bahia, apresentado por Emmerson José, ex-apresentador do BATV 2.ª Edição da emissora irmã TV Bahia e ex-vereador.
Em 5 de julho de 2021, a Bahia FM passou a ter os programas Fala Bahia, Fuzuê e Minha Fé retransmitidos pela Mega Rádio VCA, web rádio sediada em Vitória da Conquista. Entre os meses de abril e junho de 2022, o programa Atitude, apresentado por Pedro Martins e transmitido aos domingos, alcançou a liderança de audiência, com mais de 27 mil ouvintes por minuto.
Em julho de 2023, foi anunciado que Vanderson Nascimento, apresentador do Bahia Meio Dia da TV Bahia, apresentaria um programa matinal na Bahia FM. Em 7 de agosto, quase dois anos após a criação, o programa de informação e música Direto da Redação é extinto para dar lugar ao Resenha das 7, novo programa apresentado pelo jornalista.
Em 30 de maio de 2025, a Rede Bahia anunciou a saída de Emmerson José da empresa, e com isso, que o programa Fala Bahia, primeiro noticiário transmitido pela Bahia FM, seria retirado da grade da estação após 18 anos no ar. De acordo com o comunicado oficial, a decisão foi tomada em conjunto entre o apresentador e o grupo. Em 21 de julho, a nova atração do horário foi oficialmente divulgada: o Boa Noite Bahia, apresentado por Fernando Sodake, atual apresentador do BATV. A última edição do Fala Bahia foi ao ar em 25 de julho.

## Programas
Atualmente, a Bahia FM produz e transmite os seguintes programas:
- Arerê: Musical;
- Arerê Retrô: Musical;
- Atitude: Variedades, com Pedro Martins;
- Batidão: Musical, com Urias Nery;
- Boa Noite Bahia: Jornalístico, com Fernando Sodake;
- Clube da Madrugada: Musical;
- Di Noitinha: Musical, com Tony Muiños;
- Especial Bahia FM: Musical;
- Estação Bahia FM: Musical;
- Informe Bahia FM: Boletim informativo;
- Fuzuê: Entretenimento, com Maurício Habib e Michely Santana;
- Ligação 88: Musical, com Naldão Animal;
- Ligadão: Musical;
- Manhã Total: Variedades, com Júnior Moreno;
- Minha Fé: Religioso, com o Pe. Paulo Avelino;
- Nosso Baba: Jornalístico esportivo, com Renan Pinheiro;
- Resenha das 7: Jornalístico, com Gabriela Braga e Vanderson Nascimento;
- Sucessos Bahia FM: Musical, com Michely Santana;
- Tarde Legal: Musical, com Silva Júnior.

Outros programas compuseram a grade da emissora, e foram descontinuados:
- Alto Astral
- Bahia Empregos
- Bahia Saúde
- Bahia Serviços
- Direto da Redação
- Disque Sucesso
- Encontro Marcado
- Estação 88
- Fala Bahia
- Fundo de Quintal
- Hora Certa
- Indiscreta
- Noite Hits
- Preliminares
- Swingueira
- Toque Coração
- Vuco Vuco

## Locutores

### Membros atuais
- Fernando Sodake
- Júnior Moreno[26]
- Maurício Habib[27]
- Michely Santana[28]
- Naldão Animal[29]
- Pe. Paulo Avelino[30]
- Silva Júnior[31]
- Tony Muiños[32]

### Membros antigos
- Adailton Santiago[33]
- Aiandra San[34]
- Beto Rodrigues (hoje na Baiana FM)[35]
- Cacau Guimarães (hoje na GFM)[36]
- Danutta Rodrigues
- Dilsinho Cruz (hoje na Jovem Pan FM Salvador)
- Dinho Júnior (hoje na Salvador FM)[37]
- Edie Santos[38]
- Emmerson José[39]
- Julli Rodrigues
- Karol Ramos[40]
- Liz Passos (hoje voz padrão da TV Bahia)[41]
- Mario Tito (hoje na Rádio Sociedade da Bahia)[42]
- Michele Gramacho (hoje na TV ALBA)[43]
- Nanny Moreno (hoje na Piatã FM)[44]
- Osmar "Marrom" Martins (hoje colunista no Correio e apresentador do Bahia Folia da TV Bahia)[45]
- Osvaldo Maia[46]
- Paulo Cézar Gomes
- Urias Nery[47]
- Val Bakana[46]